# Элвг
Элвг (калм. Элвг) — посёлок (сельского типа) в Яшкульском районе Калмыкии, административный центр Элвгинского сельского муниципального образования.
Население — 249 чел. (2021).
Основан в 1978 году.

## Название
Ойконим Элвг имеет калмыцкое происхождение и переводится как обильный, изобилующий; богатый.

## История
Основан в 1978 году в связи с организацией на орошаемых землях создаётся нового специализированного хозяйства — овощеводческого совхоза «Прогресс». В том же году открываются начальная школа и детский сад. В 1982 году школа становится семилетней. В 1987 году — средней.

## Физико-географическая характеристика
Посёлок расположен на западе Яшкульского района, в пределах Приергенинской равнины, являющейся частью Прикаспийской низменности. Средняя высота над уровнем моря - 21 м. Рельеф местности равнинный. К 2,4 км к югу от посёлка протекает река Яшкуль. Почвы бурые солонцеватые и солончаковые, к востоку от посёлка распространены солонцы луговатые (полугидроморфные)
По автомобильной дороге расстояние до столицы Калмыкии города Элиста составляет 57 км, до районного центра посёлка Яшкуль — 51 км, до ближайшего населённого пункта посёлка Улан-Эрге — 6,4 км. 
Климат
Климат резко континентальный, с жарким и засушливым летом и малоснежной ветреной, иногда со значительными холодами, зимой. Согласно классификации климатов Кёппена-Гейгера тип климата — семиаридный. Среднегодовая температура воздуха положительная и составляет + 9,9 °C, средняя температура самого холодного месяца января - 5,4 °C, самого жаркого месяца июля + 25,2 °C. Расчётная многолетняя норма осадков — 289 мм, наименьшее количество осадков выпадает в феврале (15 мм), наибольшее в июне (36 мм).
Часовой пояс
Элвг, как и вся Республика Калмыкия, находится в часовой зоне МСК (московское время). Смещение применяемого времени относительно UTC составляет +3:00.

## Население
В конце 1980-х в посёлке проживало около 850 жителей.
| 2002 | 2010 | 2011 | 2012 | 2013 | 2014 | 2015 |
| ---- | ---- | ---- | ---- | ---- | ---- | ---- |
| 331  | ↘289 | →289 | ↘282 | ↘273 | ↘254 | ↘253 |
| 2016 | 2017 | 2018 | 2019 | 2020 | 2021 |      |
| ↘249 | ↗253 | ↘247 | ↘230 | ↗238 | ↗249 |      |

Национальный состав
Согласно результатам переписи 2002 года большинство населения посёлка составляли калмыки (75 %)

## Социальная инфраструктура
В посёлке имеется магазин, почтовое отделение, дом культуры и библиотека. Среднее образование жители посёлка получают в Элвгинской средней общеобразовательной школе, дошкольное - в детском саду "Золотой ключик". Медицинское обслуживание жителей обеспечивают фельдшерско-акушерский пункт и Яшкульская центральная районная больница, расположенная в посёлке Яшкуль.
Посёлок электрифицирован и газифицирован. Централизованные системы водоснабжения и водоотведения отсутствуют.